# 达姆纳茨
达姆纳茨是德国下萨克森州的一个市镇。总面积16.28平方公里，总人口333人，其中男性155人，女性178人（2011年12月31日），人口密度20人/平方公里。